# 500-Meilen-Rennen von Road America 1979

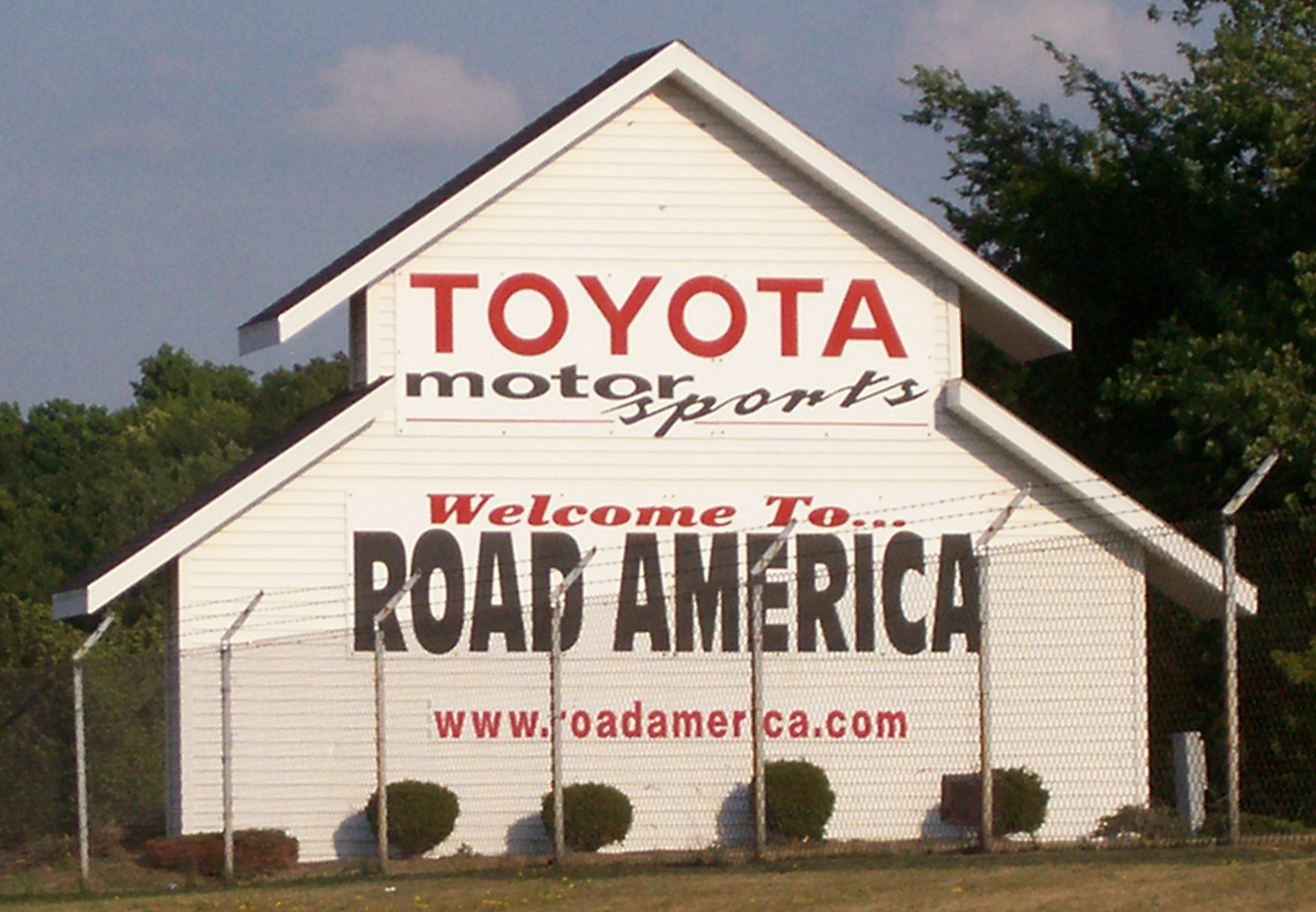
Emblem an der Rennstrecke von Road America

Das 500-Meilen-Rennen von Road America 1979, auch Pabst 500 WINSTON GT, Road America, Elkhart Lake, fand am 2. September auf dem Road America statt und war der 15. Wertungslauf der Sportwagen-Weltmeisterschaft sowie das 13. Meisterschaftsrennen der IMSA-GT-Serie dieses Jahres.

## Das Rennen
Sportwagenrennen auf dem Rundkurs von Road America hatten eine lange Tradition. Bereits in den 1940er-Jahren gab es in der Nähe von Elkhart Lake einen offenen Straßenkurs, der 1952 geschlossen wurde. Auslöser war ein Unfall in Watkins Glen, bei dem ein zwölfjähriges Mädchen zu Tode kam. Daraufhin wurden Autorennen auf öffentlichen Highways im gesamten Staatsgebiet der Vereinigten Staaten behördlich verboten. Das Eröffnungsrennen auf der permanenten Bahn gewann 1955 Phil Hill auf einem Ferrari 750 Monza.
Die Veranstaltung der Sportwagen-Weltmeisterschaft 1979 fand im Herbst statt. Das Rennen zählte nur zur Fahrerwertung und endete mit dem Gesamtsieg von David Hobbs/Derek Bell im von McLaren North America gemeldeten BMW 320i Turbo. Im Ziel hatte das Duo einen Vorsprung von knapp einer Minute auf den Porsche 935 Turbo von Charles Mendez und Paul Miller. Die GTO-Klasse, die mit 15 teilnehmenden Teams die meisten Starter aufwies, gewannen Bob Tullius und Brian Fuerstenau im Triumph TR8. Bob Bergstrom und Rick Knoop siegten auf einem Mazda RX-7 in der GTU-Klasse.

## Ergebnisse

### Schlussklassement
| 1               | GTX | 2  | McLaren North America                 | David Hobbs Derek Bell                        | BMW 320i Turbo     | 125 |
| 2               | GTX | 5  | Charles Mendez                        | Charles Mendez Paul Miller                    | Porsche 935 Turbo  | 125 |
| 3               | GTX | 0  | Interscope Racing                     | Ted Field Milt Minter                         | Porsche 935 Turbo  | 125 |
| 4               | GTX | 3  | Jim Busby                             | Jim Busby Dennis Aase                         | BMW M1             | 122 |
| 5               | GTX | 9  | Dick Barbour Racing                   | Rob McFarlin Bob Akin                         | Porsche 935/77     | 120 |
| 6               | GTO | 44 | Group 44                              | Bob Tullius Brian Fuerstenau                  | Triumph TR8        | 116 |
| 7               | GTO | 54 | Montura Racing                        | Tony Garcia Terry Herman                      | Porsche Carrera    | 116 |
| 8               | GTO | 46 | Mauricio de Narváez                   | Mauricio de Narváez Albert Naon               | Porsche Carrera    | 115 |
| 9               | GTU | 79 | Bob Bergstrom                         | Bob Bergstrom Rick Knoop                      | Mazda RX-7         | 114 |
| 10              | GTO | 89 | Hector Huerta                         | Francisco Romero Diego Febles                 | Porsche Carrera    | 113 |
| 11              | GTU | 77 | Roger Mandeville                      | Roger Mandeville Jim Downing                  | Mazda RX-7         | 113 |
| 12              | GTU | 17 | Mederer Oku                           | Jeff Kline Jim Mederer                        | Mazda RX-7         | 112 |
| 13              | GTU | 62 | Bill Koll                             | Bill Koll Jim Cook                            | Porsche 914/6      | 112 |
| 14              | GTO | 61 | L & L Racing                          | Jerry Lancaster John Luczyk                   | Chevrolet Corvette | 109 |
| 15              | GTU | 62 | Bullwinkele Racing                    | Tom Ashby Bill Bean                           | Porsche 911        | 109 |
| 16              | GTO | 03 | Werner Frank                          | Werner Frank Rudy Bartling                    | Porsche 934        | 109 |
| 17              | GTX | 66 | Renaissance Group                     | Kees Nierop Norm Ridgely                      | Porsche 935 Turbo  | 107 |
| 18              | GT0 | 38 | DeAscentis Racing                     | Skip DeAscentis Larry Trotter                 | Chevrolet Corvette | 107 |
| 19              | GTX | 4  | Dick Barbour Racing                   | Skeeter McKitterick Bob Garretson Buzz Marcus | Porsche 935 Turbo  | 106 |
| 20              | GTU | 34 | Drolsom Racing                        | George Drolsom Fred Clark                     | Porsche 911        | 102 |
| 21              | GTU | 40 | Performance Specialists               | Steve Southard Earl Roe                       | Porsche 914/6      | 102 |
| 22              | GTU | 7  | Walt Bohren Racing                    | Walt Bohren Ron Cortez                        | Mazda RX-7         | 99  |
| 23              | GTO | 31 | Bard Boand Racing                     | Bard Boand Keith Feldott                      | Chevrolet Corvette | 88  |
| 24              | GTU | 83 | Electramotive                         | Don Devendorf Tony Adamowicz                  | Chevrolet Corvette | 87  |
| 25              | GTU | 52 | Personalized Porsche                  | Wayne Baker Paul Haas Margie Smith-Haas       | Porsche 914/4      | 85  |
| 26              | GTO | 28 | Auto Concepts                         | Ray Irwin Robert Kivela                       | Chevrolet Corvette | 81  |
| 27              | GTO | 72 | Keirn Garage                          | Philip Keirn Ed Errington                     | Chevrolet Corvette | 47  |
| Ausgefallen     |     |    |                                       |                                               |                    |     |
| 28              | GTX | 6  | Dick Barbour Racing                   | Brian Redman Dick Barbour Skeeter McKitterick | Porsche 935 Turbo  | 98  |
| 29              | GTU | 85 | John Hulen                            | John Hulen Ron Coupland                       | Porsche 914/6      | 89  |
| 30              | GTO | 73 | Howey Farms                           | Clark Howey Dale Koch                         | Chevrolet Camaro   | 84  |
| 31              | GTU | 29 | Tom Cronin                            | Tom Cronin Ken Bolt                           | Fiat 128           | 75  |
| 32              | GTO | 48 | John Carusso                          | Phil Currin John Carusso                      | Chevrolet Corvette | 71  |
| 33              | GTX | 86 | Bayside Disposal Racing               | Peter Gregg Hurley Haywood Bruce Leven        | Porsche 935 Turbo  | 68  |
| 34              | GTU | 43 | Bob Gregg                             | Bob Gregg Len Jones                           | Porsche 911        | 58  |
| 35              | GTO | 45 | Mike Guffey                           | Mike Guffey Jack Buchinger                    | Datsun 280Z        | 54  |
| 36              | GTU | 39 | Foreign Exchange Barrick Motor Racing | John Higgins James King Roger Seacrist        | Porsche 911        | 50  |
| 37              | GTU | 60 | E. J. Pruitt & Sons                   | Rusty Bond Ren Tilton                         | Porsche 911        | 44  |
| 38              | GTX | 07 | Ludwig Heimrath                       | Ludwig Heimrath senior Brett Lunger           | Porsche 935 Turbo  | 28  |
| 39              | GTO | 56 | Peerless Racing                       | Craig Carter David Laughlin                   | Chevrolet Camaro   | 8   |
| 40              | GTU | 8  | Automobile International              | Anatoly Arutunoff José Marina                 | Lancia Stratos     | 7   |
| 41              | GTO | 25 | Deren Automotive                      | Kenper Miller Dave Cowart                     | BMW 3.5 CSL        | 1   |
| 42              | GTU | 01 | Roehrig Racing                        | Dave White Kurt Roehrig                       | BMW 320i           | 1   |
| Nicht gestartet |     |    |                                       |                                               |                    |     |
| 43              | GTO | 14 | Corvettes Unlimited                   | Rusty Schmidt Douglas Grunnet                 | Chevrolet Corvette | 1   |
| 44              | GTO | 41 | B. R. Racing                          | Mark Leuzinger Mike Van der Werff             | De Tomaso Pantera  | 2   |
| 45              | GTX | 00 | Interscope Racing                     |                                               | Porsche 935 Turbo  | 3   |

1 nicht gestartet
2 nicht gestartet
3 nicht zum Training erschienen

### Nur in der Meldeliste
Hier finden sich Teams, Fahrer und Fahrzeuge, die ursprünglich für das Rennen gemeldet waren, aber aus den unterschiedlichsten Gründen daran nicht teilnahmen.
| Pos. | Klasse | Nr. | Team                   | Fahrer                       | Chassis             |
| ---- | ------ | --- | ---------------------- | ---------------------------- | ------------------- |
| 46   | GTX    | 13  | Hal Shaw Racing        | Hal Shaw Gary Belcher        | Porsche 935 Turbo   |
| 47   | GTX    | 19  | Chris Cord             | Chris Cord Jim Adams         | Chevrolet Monza     |
| 48   | GTO    | 49  | Joe Pirotta            | Joe Pirotta Bill Lang        | Chevrolet Corvette  |
| 49   | GTO    | 51  | Kirby Hitchcock Racing | Robert Kirby John Hotchkis   | Porsche Carrera     |
| 50   | GTO    | 98  | Lance Van Every        | Lance Van Every Ash Tisdelle | Porsche Carrera RSR |

### Klassensieger
| Klasse | Fahrer        | Fahrer           | Fahrzeug       | Platzierung im Gesamtklassement |
| ------ | ------------- | ---------------- | -------------- | ------------------------------- |
| GTX    | David Hobbs   | Derek Bell       | BMW 320i Turbo | Gesamtsieg                      |
| GTU    | Bob Bergstrom | Rick Knoop       | Mazda RX-7     | Rang 9                          |
| GTO    | Bob Tullius   | Brian Fuerstenau | Triumph TR8    | Rang 6                          |

### Renndaten
- Gemeldet: 50
- Gestartet: 42
- Gewertet: 27
- Rennklassen: 3
- Zuschauer: unbekannt
- Wetter am Renntag: warm und trocken
- Streckenlänge: 6,437 km
- Fahrzeit des Siegerteams: 4:58:47,980 Stunden
- Gesamtrunden des Siegerteams: 125
- Gesamtdistanz des Siegerteams: 804,672 km
- Siegerschnitt: 161,581 km/h
- Pole Position: Peter Gregg – Porsche 935 Turbo (#86) – 2:14,979 = 171,690 km/h
- Schnellste Rennrunde: Peter Gregg – Porsche 935 Turbo (#86) – 2:14,962 = 171,712 km/h
- Rennserie: 15. Lauf zur Sportwagen-Weltmeisterschaft 1979
- Rennserie: 13. Lauf zur IMSA-GT-Serie 1979